# Шмитт, Эллисон
Эллисон Роджерс Шмитт (англ. Allison Rodgers Schmitt; род. 7 июня 1990, Питтсбург, Пенсильвания) — американская пловчиха, 4-кратная олимпийская чемпионка, чемпионка мира в 50-метровом бассейне и трёхкратная чемпионка мира в 25-метровом бассейне. Трёхкратная серебряный (2012, 2016 и 2020) и бронзовый (2008, 2012 и 2020) призёр Олимпийских игр. Специализируется в плавании вольным стилем на средних дистанциях (200 и 400 метров), а также в эстафетах.
Дебютировала в составе сборной страны на летних Олимпийских играх 2008 года в Пекине в эстафете 4×200 метров вольным стилем.
Она тренируется в Балтиморе и в Университете Джорджии.
Дружит с Майклом Фелпсом, с которым ранее тренировалась вместе.